# Blastobasis scotia
Blastobasis scotia là một loài bướm đêm thuộc họ Blastobasidae. Nó được tìm thấy ở Úc.